# プレイヤーズ・チョイス・アワーズ
プレイヤーズ・チョイス・アワーズ（Players Choice Awards）は、メジャーリーグベースボールにおいて、選手を対象として、MLB選手会によって毎年贈られている一連の賞である。

## 概要
1992年に初めて優秀選手賞（Outstanding Player）が創設されて以来、1994年に優秀投手賞（Outstanding Pitcher）、優秀新人賞（Outstanding Rookie）、1997年にマービン・ミラー・マン・オブ・ザ・イヤー（The Marvin Miller Man of the Year）、カムバック賞（Comeback Player）、1998年に年間最優秀選手賞（Player of the Year）がそれぞれ新たに創設された。優秀選手、優秀投手、優秀新人、カムバック賞はそれぞれ両リーグから一人ずつ、マン・オブ・ザ・イヤー及び年間最優秀選手は両リーグ合わせてそれぞれ一人ずつ選出される。また、1999年には、1990年代最優秀選手（Player of the Decade）も選出されたが、それ以降は2013年現在まで同様の賞の選出はない。
各賞は選手間の秘密投票によって選出される。受賞者に賞金は贈られないが、それぞれの受賞者が、選手会からの無償資金を寄付する対象となる慈善活動団体を選定することになっている。寄付金の内訳は、優秀選手、優秀投手、優秀新人、カムバック賞の各受賞者がそれぞれ2万ドル、マン・オブ・ザ・イヤー及び年間最優秀選手の受賞者が5万ドルずつ、計26万ドルである。
これらの賞は全てMLB選手会が独自に選出・授与するものであって、MLB機構が選出するMVP、新人王、カムバック賞等とは異なる賞である。

## 歴代受賞者一覧[3]

### 年間最優秀選手
| 年度   | 受賞者                         | チーム                         |
| ------ | ------------------------------ | ------------------------------ |
| 1998年 | マーク・マグワイア             | セントルイス・カージナルス     |
| 1999年 | ペドロ・マルティネス           | ボストン・レッドソックス       |
| 2000年 | カルロス・デルガド             | トロント・ブルージェイズ       |
| 2001年 | バリー・ボンズ(1)              | サンフランシスコ・ジャイアンツ |
| 2003年 | アレックス・ロドリゲス(1)      | テキサス・レンジャーズ         |
| 2003年 | アルバート・プホルス(1)        | セントルイス・カージナルス     |
| 2004年 | バリー・ボンズ(2)              | サンフランシスコ・ジャイアンツ |
| 2005年 | アンドリュー・ジョーンズ       | アトランタ・ブレーブス         |
| 2006年 | ライアン・ハワード             | フィラデルフィア・フィリーズ   |
| 2007年 | アレックス・ロドリゲス(2)      | ニューヨーク・ヤンキース       |
| 2008年 | アルバート・プホルス(2)        | セントルイス・カージナルス     |
| 2009年 | アルバート・プホルス(3)        | セントルイス・カージナルス     |
| 2010年 | カルロス・ゴンザレス           | コロラド・ロッキーズ           |
| 2011年 | ジャスティン・バーランダー     | デトロイト・タイガース         |
| 2012年 | ミゲル・カブレラ(1)            | デトロイト・タイガース         |
| 2013年 | ミゲル・カブレラ(2)            | デトロイト・タイガース         |
| 2014年 | クレイトン・カーショウ         | ロサンゼルス・ドジャース       |
| 2015年 | ジョシュ・ドナルドソン         | トロント・ブルージェイズ       |
| 2016年 | ホセ・アルトゥーベ(1)          | ヒューストン・アストロズ       |
| 2017年 | ホセ・アルトゥーベ(2)          | ヒューストン・アストロズ       |
| 2018年 | J.D.マルティネス               | ボストン・レッドソックス       |
| 2019年 | マイク・トラウト               | ロサンゼルス・エンゼルス       |
| 2020年 | フレディ・フリーマン           | アトランタ・ブレーブス         |
| 2021年 | 大谷翔平                       | ロサンゼルス・エンゼルス       |
| 2022年 | アーロン・ジャッジ             | ニューヨーク・ヤンキース       |
| 2023年 | ロナルド・アクーニャ・ジュニア | アトランタ・ブレーブス         |

- 括弧内数字は複数回受賞者のその時点での受賞回数

### マービン・ミラー・マン・オブ・ザ・イヤー
選出基準は、「グラウンド上でのパフォーマンス及び自身のコミュニティーへの貢献によって周囲に刺激を与えた選手」である。
| 年度   | 受賞者                        | チーム                         |
| ------ | ----------------------------- | ------------------------------ |
| 1997年 | マーク・マグワイア            | オークランド・アスレチックス   |
| 1998年 | ポール・モリター              | ミネソタ・ツインズ             |
| 1999年 | サミー・ソーサ                | シカゴ・カブス                 |
| 2000年 | エリック・デービス            | セントルイス・カージナルス     |
| 2001年 | ジム・トーミ(1)               | クリーブランド・インディアンス |
| 2002年 | ジョン・スモルツ(1)           | アトランタ・ブレーブス         |
| 2003年 | ジョン・スモルツ(2)           | アトランタ・ブレーブス         |
| 2004年 | ジム・トーミ(2)               | フィラデルフィア・フィリーズ   |
| 2005年 | マイク・スウィーニー          | カンザスシティ・ロイヤルズ     |
| 2006年 | アルバート・プホルス          | セントルイス・カージナルス     |
| 2007年 | トリー・ハンター              | ミネソタ・ツインズ             |
| 2008年 | マイケル・ヤング(1)           | テキサス・レンジャーズ         |
| 2009年 | カーティス・グランダーソン(1) | デトロイト・タイガース         |
| 2010年 | ブランドン・インジ            | デトロイト・タイガース         |
| 2011年 | マイケル・ヤング(2)           | テキサス・レンジャーズ         |
| 2012年 | チッパー・ジョーンズ          | アトランタ・ブレーブス         |
| 2013年 | マリアノ・リベラ              | ニューヨーク・ヤンキース       |
| 2014年 | クレイトン・カーショウ        | ロサンゼルス・ドジャース       |
| 2015年 | アダム・ジョーンズ            | ボルチモア・オリオールズ       |
| 2016年 | カーティス・グランダーソン(2) | ニューヨーク・メッツ           |
| 2017年 | アンソニー・リゾ              | シカゴ・カブス                 |
| 2018年 | カーティス・グランダーソン(3) | ミルウォーキー・ブルワーズ     |
| 2019年 | カーティス・グランダーソン(4) | マイアミ・マーリンズ           |
| 2020年 | ネルソン・クルーズ            | ミネソタ・ツインズ             |

- 括弧内数字は複数回受賞者のその時点での受賞回数
- 1997年から1999年までは「マン・オブ・ザ・イヤー」の呼称

### 優秀選手
| 年度   | アメリカンリーグ           | アメリカンリーグ                           | ナショナルリーグ              | ナショナルリーグ               |
| 年度   | 受賞者                     | チーム                                     | 受賞者                        | チーム                         |
| ------ | -------------------------- | ------------------------------------------ | ----------------------------- | ------------------------------ |
| 1992年 | デニス・エカーズリー       | オークランド・アスレチックス               | バリー・ボンズ(1)             | ピッツバーグ・パイレーツ       |
| 1993年 | フランク・トーマス(1)      | シカゴ・ホワイトソックス                   | バリー・ボンズ(2)             | サンフランシスコ・ジャイアンツ |
| 1994年 | フランク・トーマス(2)      | シカゴ・ホワイトソックス                   | ジェフ・バグウェル            | ヒューストン・アストロズ       |
| 1995年 | アルバート・ベル           | クリーブランド・インディアンス             | ダンテ・ビシェット            | コロラド・ロッキーズ           |
| 1996年 | アレックス・ロドリゲス(1)  | シアトル・マリナーズ                       | ケン・カミニティ              | サンディエゴ・パドレス         |
| 1997年 | ケン・グリフィー・ジュニア | シアトル・マリナーズ                       | ラリー・ウォーカー            | コロラド・ロッキーズ           |
| 1998年 | アレックス・ロドリゲス(2)  | シアトル・マリナーズ                       | サミー・ソーサ                | シカゴ・カブス                 |
| 1999年 | マニー・ラミレス           | クリーブランド・インディアンス             | チッパー・ジョーンズ          | アトランタ・ブレーブス         |
| 2000年 | カルロス・デルガド         | トロント・ブルージェイズ                   | トッド・ヘルトン              | コロラド・ロッキーズ           |
| 2001年 | アレックス・ロドリゲス(3)  | テキサス・レンジャーズ                     | バリー・ボンズ(3)             | サンフランシスコ・ジャイアンツ |
| 2002年 | アレックス・ロドリゲス(4)  | テキサス・レンジャーズ                     | バリー・ボンズ(4)             | サンフランシスコ・ジャイアンツ |
| 2003年 | アレックス・ロドリゲス(5)  | テキサス・レンジャーズ                     | アルバート・プホルス(1)       | セントルイス・カージナルス     |
| 2004年 | イチロー                   | シアトル・マリナーズ                       | バリー・ボンズ(5)             | サンフランシスコ・ジャイアンツ |
| 2005年 | デビッド・オルティーズ     | ボストン・レッドソックス                   | アンドリュー・ジョーンズ      | アトランタ・ブレーブス         |
| 2006年 | ジャーメイン・ダイ         | シカゴ・ホワイトソックス                   | ライアン・ハワード            | フィラデルフィア・フィリーズ   |
| 2007年 | アレックス・ロドリゲス(6)  | ニューヨーク・ヤンキース                   | プリンス・フィルダー          | ミルウォーキー・ブルワーズ     |
| 2008年 | ジョシュ・ハミルトン(1)    | テキサス・レンジャーズ                     | アルバート・プホルス(2)       | セントルイス・カージナルス     |
| 2009年 | ジョー・マウアー           | ミネソタ・ツインズ                         | アルバート・プホルス(3)       | セントルイス・カージナルス     |
| 2010年 | ジョシュ・ハミルトン(2)    | テキサス・レンジャーズ                     | カルロス・ゴンザレス          | コロラド・ロッキーズ           |
| 2011年 | カーティス・グランダーソン | ニューヨーク・ヤンキース                   | マット・ケンプ                | ロサンゼルス・ドジャース       |
| 2012年 | ミゲル・カブレラ(1)        | デトロイト・タイガース                     | アンドリュー・マカッチェン(1) | ピッツバーグ・パイレーツ       |
| 2013年 | ミゲル・カブレラ(2)        | デトロイト・タイガース                     | アンドリュー・マカッチェン(2) | ピッツバーグ・パイレーツ       |
| 2014年 | マイク・トラウト           | ロサンゼルス・エンゼルス・オブ・アナハイム | ジャンカルロ・スタントン      | マイアミ・マーリンズ           |
| 2015年 | ジョシュ・ドナルドソン     | トロント・ブルージェイズ                   | ブライス・ハーパー            | ワシントン・ナショナルズ       |
| 2016年 | ホセ・アルトゥーベ(1)      | ヒューストン・アストロズ                   | ダニエル・マーフィー          | ピッツバーグ・パイレーツ       |
| 2017年 | ホセ・アルトゥーベ(2)      | ヒューストン・アストロズ                   | ジャンカルロ・スタントン(2)   | マイアミ・マーリンズ           |
| 2018年 | ムーキー・ベッツ           | ボストン・レッドソックス                   | クリスチャン・イエリッチ      | ミルウォーキー・ブルワーズ     |
| 2019年 | マイク・トラウト(2)        | ロサンゼルス・エンゼルス                   | アンソニー・レンドン          | ワシントン・ナショナルズ       |
| 2020年 | ホセ・アブレイユ           | シカゴ・ホワイトソックス                   | フレディ・フリーマン          | アトランタ・ブレーブス         |

- 括弧内数字は複数回受賞者のその時点での受賞回数

### 優秀投手
| 年度   | アメリカンリーグ                                | アメリカンリーグ                                  | ナショナルリーグ          | ナショナルリーグ               |
| 年度   | 受賞者                                          | チーム                                            | 受賞者                    | チーム                         |
| ------ | ----------------------------------------------- | ------------------------------------------------- | ------------------------- | ------------------------------ |
| 1994年 | ジミー・キー                                    | ニューヨーク・ヤンキース                          | グレッグ・マダックス(1)   | アトランタ・ブレーブス         |
| 1995年 | ランディ・ジョンソン(1)                         | シアトル・マリナーズ                              | グレッグ・マダックス(2)   | アトランタ・ブレーブス         |
| 1996年 | パット・ヘントゲン                              | トロント・ブルージェイズ                          | ジョン・スモルツ          | アトランタ・ブレーブス         |
| 1997年 | ロジャー・クレメンス(1)                         | トロント・ブルージェイズ                          | ペドロ・マルティネス      | モントリオール・エクスポズ     |
| 1998年 | ペドロ・マルティネス(2) ロジャー・クレメンス(2) | ボストン・レッドソックス トロント・ブルージェイズ | グレッグ・マダックス(3)   | アトランタ・ブレーブス         |
| 1999年 | ペドロ・マルティネス(3)                         | ボストン・レッドソックス                          | マイク・ハンプトン        | ヒューストン・アストロズ       |
| 2000年 | ペドロ・マルティネス(4)                         | ボストン・レッドソックス                          | ランディ・ジョンソン(2)   | アリゾナ・ダイヤモンドバックス |
| 2001年 | ロジャー・クレメンス(3)                         | ニューヨーク・ヤンキース                          | カート・シリング(1)       | アリゾナ・ダイヤモンドバックス |
| 2002年 | バリー・ジト                                    | オークランド・アスレチックス                      | カート・シリング(2)       | アリゾナ・ダイヤモンドバックス |
| 2003年 | ロイ・ハラデイ(1)                               | トロント・ブルージェイズ                          | エリック・ガニエ          | ロサンゼルス・ドジャース       |
| 2004年 | ヨハン・サンタナ(1)                             | ミネソタ・ツインズ                                | ジェイソン・シュミット    | サンフランシスコ・ジャイアンツ |
| 2005年 | バートロ・コローン                              | ボストン・レッドソックス                          | クリス・カーペンター(1)   | セントルイス・カージナルス     |
| 2006年 | ヨハン・サンタナ(2)                             | ミネソタ・ツインズ                                | クリス・カーペンター(2)   | セントルイス・カージナルス     |
| 2007年 | CC・サバシア                                    | クリーブランド・インディアンス                    | ジェイク・ピービー        | サンディエゴ・パドレス         |
| 2008年 | クリフ・リー                                    | クリーブランド・インディアンス                    | ティム・リンスカム        | サンフランシスコ・ジャイアンツ |
| 2009年 | ザック・グレインキー                            | カンザスシティ・ロイヤルズ                        | アダム・ウェインライト    | セントルイス・カージナルス     |
| 2010年 | デビッド・プライス(1)                           | タンパベイ・レイズ                                | ロイ・ハラデイ(2)         | フィラデルフィア・フィリーズ   |
| 2011年 | ジャスティン・バーランダー                      | デトロイト・タイガース                            | クレイトン・カーショウ(1) | ロサンゼルス・ドジャース       |
| 2012年 | デビッド・プライス(2)                           | タンパベイ・レイズ                                | R.A.ディッキー            | ニューヨーク・メッツ           |
| 2013年 | マックス・シャーザー                            | デトロイト・タイガース                            | クレイトン・カーショウ(2) | ロサンゼルス・ドジャース       |
| 2014年 | フェリックス・ヘルナンデス                      | シアトル・マリナーズ                              | クレイトン・カーショウ(3) | ロサンゼルス・ドジャース       |
| 2015年 | ダラス・カイケル                                | ヒューストン・アストロズ                          | ザック・グレインキー(2)   | ロサンゼルス・ドジャース       |
| 2016年 | リック・ポーセロ                                | ボストン・レッドソックス                          | カイル・ヘンドリックス    | シカゴ・カブス                 |
| 2017年 | コーリー・クルーバー                            | クリーブランド・インディアンス                    | マックス・シャーザー(2)   | ワシントン・ナショナルズ       |
| 2018年 | ブレイク・スネル                                | タンパベイ・レイズ                                | ジェイコブ・デグロム      | ニューヨーク・メッツ           |
| 2019年 | ジャスティン・バーランダー(2)                   | ヒューストン・アストロズ                          | ジェイコブ・デグロム(2)   | ニューヨーク・メッツ           |
| 2020年 | シェーン・ビーバー                              | クリーブランド・インディアンス                    | トレバー・バウアー        | シンシナティ・レッズ           |

- 括弧内数字は複数回受賞者のその時点での受賞回数

### 優秀新人
| 年度   | アメリカンリーグ           | アメリカンリーグ             | ナショナルリーグ               | ナショナルリーグ               |
| 年度   | 受賞者                     | チーム                       | 受賞者                         | チーム                         |
| ------ | -------------------------- | ---------------------------- | ------------------------------ | ------------------------------ |
| 1994年 | ボブ・ハムリン             | カンザスシティ・ロイヤルズ   | ラウル・モンデシー             | ロサンゼルス・ドジャース       |
| 1995年 | マーティ・コードバ         | ミネソタ・ツインズ           | チッパー・ジョーンズ           | アトランタ・ブレーブス         |
| 1996年 | デレク・ジーター           | ニューヨーク・ヤンキース     | トッド・ホランズワース         | ロサンゼルス・ドジャース       |
| 1997年 | ノマー・ガルシアパーラ     | ボストン・レッドソックス     | スコット・ローレン             | フィラデルフィア・フィリーズ   |
| 1998年 | ベン・グリーブ             | オークランド・アスレチックス | ケリー・ウッド                 | シカゴ・カブス                 |
| 1999年 | カルロス・ベルトラン       | カンザスシティ・ロイヤルズ   | プレストン・ウィルソン         | フロリダ・マーリンズ           |
| 2000年 | テレンス・ロング           | オークランド・アスレチックス | ラファエル・ファーカル         | アトランタ・ブレーブス         |
| 2001年 | イチロー                   | シアトル・マリナーズ         | アルバート・プホルス           | セントルイス・カージナルス     |
| 2002年 | エリック・ヒンスキー       | トロント・ブルージェイズ     | ジェイソン・ジェニングス       | コロラド・ロッキーズ           |
| 2003年 | アンヘル・ベローア         | カンザスシティ・ロイヤルズ   | スコット・ポドセドニック       | ミルウォーキー・ブルワーズ     |
| 2004年 | ボビー・クロスビー         | オークランド・アスレチックス | ジェイソン・ベイ               | ピッツバーグ・パイレーツ       |
| 2005年 | ヒューストン・ストリート   | オークランド・アスレチックス | ウィリー・タベラス             | ヒューストン・アストロズ       |
| 2006年 | ジャスティン・バーランダー | デトロイト・タイガース       | ダン・アグラ                   | フロリダ・マーリンズ           |
| 2007年 | ダスティン・ペドロイア     | ボストン・レッドソックス     | ライアン・ブラウン             | ミルウォーキー・ブルワーズ     |
| 2008年 | エバン・ロンゴリア         | タンパベイ・レイズ           | ジオバニー・ソト               | シカゴ・カブス                 |
| 2009年 | ゴードン・ベッカム         | シカゴ・ホワイトソックス     | J.A.ハップ                     | フィラデルフィア・フィリーズ   |
| 2010年 | オースティン・ジャクソン   | デトロイト・タイガース       | バスター・ポージー             | サンフランシスコ・ジャイアンツ |
| 2011年 | マーク・トランボ           | ロサンゼルス・エンゼルス     | クレイグ・キンブレル           | アトランタ・ブレーブス         |
| 2012年 | マイク・トラウト           | ロサンゼルス・エンゼルス     | トッド・フレイジャー           | シンシナティ・レッズ           |
| 2013年 | ウィル・マイヤーズ         | タンパベイ・レイズ           | ホセ・フェルナンデス           | マイアミ・マーリンズ           |
| 2014年 | ホセ・アブレイユ           | シカゴ・ホワイトソックス     | ジェイコブ・デグロム           | ニューヨーク・メッツ           |
| 2015年 | カルロス・コレア           | ヒューストン・アストロズ     | クリス・ブライアント           | シカゴ・カブス                 |
| 2016年 | マイケル・フルマー         | デトロイト・タイガース       | コーリー・シーガー             | ロサンゼルス・ドジャース       |
| 2017年 | アーロン・ジャッジ         | ニューヨーク・ヤンキース     | コディ・ベリンジャー           | ロサンゼルス・ドジャース       |
| 2018年 | ミゲル・アンドゥハー       | ニューヨーク・ヤンキース     | ロナルド・アクーニャ・ジュニア | アトランタ・ブレーブス         |
| 2019年 | ヨルダン・アルバレス       | ヒューストン・アストロズ     | ピート・アロンソ               | ニューヨーク・メッツ           |
| 2020年 | カイル・ルイス             | シアトル・マリナーズ         | ジェイク・クロネンワース       | サンディエゴ・パドレス         |

### カムバック賞
| 年度   | アメリカンリーグ         | アメリカンリーグ               | ナショナルリーグ                      | ナショナルリーグ                                    |
| 年度   | 受賞者                   | チーム                         | 受賞者                                | チーム                                              |
| ------ | ------------------------ | ------------------------------ | ------------------------------------- | --------------------------------------------------- |
| 1997年 | デビッド・ジャスティス   | クリーブランド・インディアンス | ダレン・ドールトン                    | フィラデルフィア・フィリーズ                        |
| 1998年 | エリック・デービス       | ボルチモア・オリオールズ       | グレッグ・ボーン                      | サンディエゴ・パドレス                              |
| 1999年 | ジョン・ジャーハ         | オークランド・アスレチックス   | アレックス・フェルナンデス            | フロリダ・マーリンズ                                |
| 2000年 | フランク・トーマス(1)    | シカゴ・ホワイトソックス       | アンドレス・ガララーガ                | アトランタ・ブレーブス                              |
| 2001年 | ルーベン・シエラ         | テキサス・レンジャーズ         | マット・モリス                        | セントルイス・カージナルス                          |
| 2002年 | ティム・サーモン         | ロサンゼルス・エンゼルス       | マイク・リーバーサル ジョン・スモルツ | フィラデルフィア・フィリーズ アトランタ・ブレーブス |
| 2003年 | エステバン・ロアイザ     | シカゴ・ホワイトソックス       | ロッド・ベック                        | サンディエゴ・パドレス                              |
| 2004年 | オーランド・ヘルナンデス | ニューヨーク・ヤンキース       | クリス・カーペンター(1)               | セントルイス・カージナルス                          |
| 2005年 | ジェイソン・ジアンビ     | ニューヨーク・ヤンキース       | ケン・グリフィー・ジュニア            | シンシナティ・レッズ                                |
| 2006年 | フランク・トーマス(2)    | オークランド・アスレチックス   | ノマー・ガルシアパーラ                | ロサンゼルス・ドジャース                            |
| 2007年 | カルロス・ペーニャ       | タンパベイ・レイズ             | ドミトリー・ヤング                    | ワシントン・ナショナルズ                            |
| 2008年 | クリフ・リー             | クリーブランド・インディアンス | フェルナンド・タティス                | ニューヨーク・メッツ                                |
| 2009年 | アーロン・ヒル           | トロント・ブルージェイズ       | クリス・カーペンター(2)               | セントルイス・カージナルス                          |
| 2010年 | ブラディミール・ゲレーロ | テキサス・レンジャーズ         | ティム・ハドソン                      | アトランタ・ブレーブス                              |
| 2011年 | ジャコビー・エルズベリー | ボストン・レッドソックス       | ランス・バークマン                    | セントルイス・カージナルス                          |
| 2012年 | アダム・ダン             | シカゴ・ホワイトソックス       | バスター・ポージー                    | サンフランシスコ・ジャイアンツ                      |
| 2013年 | マリアノ・リベラ         | ニューヨーク・ヤンキース       | フランシスコ・リリアーノ              | ピッツバーグ・パイレーツ                            |
| 2014年 | クリス・ヤング           | シアトル・マリナーズ           | ケーシー・マギー                      | マイアミ・マーリンズ                                |
| 2015年 | プリンス・フィルダー     | テキサス・レンジャーズ         | マット・ハービー                      | ニューヨーク・メッツ                                |
| 2016年 | マーク・トランボ         | ボルチモア・オリオールズ       | ホセ・フェルナンデス                  | マイアミ・マーリンズ                                |
| 2017年 | マイク・ムスタカス       | カンザスシティ・ロイヤルズ     | ライアン・ジマーマン                  | ワシントン・ナショナルズ                            |
| 2018年 | キャメロン・メイビン     | シアトル・マリナーズ           | マット・ケンプ                        | ロサンゼルス・ドジャース                            |
| 2019年 | ハンター・ペンス         | テキサス・レンジャーズ         | ジョシュ・ドナルドソン                | アトランタ・ブレーブス                              |
| 2020年 | カルロス・カラスコ       | クリーブランド・インディアンス | ダニエル・バード                      | コロラド・ロッキーズ                                |

- 括弧内数字は複数回受賞者のその時点での受賞回数

### 年代最優秀選手
過去10年間での最優秀選手賞（Player of the Decade）だが、1999年に選出が行われたのみで、2000年代での選出はない。
| 年代     | 受賞者                     | チーム               |
| -------- | -------------------------- | -------------------- |
| 1990年代 | ケン・グリフィー・ジュニア | シアトル・マリナーズ |